# Yessongs
Yessongs je první koncertní album britské progresivní rockové skupiny Yes, vydané 18. května 1973 u vydavatelství Atlantic Records. Jeho nahrávání probíhalo na různých místech v rozmezí února a prosince 1972 v rámci turné na podporu nejprve alba Fragile a pak Close to the Edge. Na začátku turné se skupinou hrál ještě bubeník Bill Bruford, kterého poté nahradil Alan White.
Autorem obalu alba je Roger Dean.

## Seznam skladeb
Strana 1
1. „Opening“ (Igor Stravinskij) – 3:47
2. „Siberian Khatru“ (Jon Anderson, Steve Howe, Rick Wakeman) – 9:03
3. „Heart of the Sunrise“ (Anderson, Bill Bruford, Chris Squire) – 11:33

Strana 2
1. „Perpetual Change“ (Anderson, Squire) – 8:55
2. „And You and I“ (Anderson, Bruford, Howe, Squire) – 9:33
  1. „Cord of Life“
  2. „Eclipse“
  3. „The Preacher the Teacher“
  4. „Apocalypse“

Strana 3
1. „Mood for a Day“ (Howe) – 2:53
2. „Excerpts from The Six Wives of Henry VIII“ (Wakeman) – 6:37
3. „Roundabout“ (Anderson, Howe) – 8:33

Strana 4
1. „I've Seen All Good People (Anderson, Squire) – 7:09
  1. „Your Move“ (Anderson)
  2. „All Good People“ (Squire)
2. „Long Distance Runaround/The Fish (Schindleria Praematurus)“ (Anderson, Squire) – 13:37

Strana 5
1. „Close to the Edge“ (Anderson, Howe) – 18:13
  1. „The Solid Time of Change“
  2. „Total Mass Retain“
  3. „I Get Up I Get Down“ (Anderson, Squire)
  4. „Seasons of Man“

Strana 6
1. „Yours Is No Disgrace“ (Anderson, Bruford, Howe, Tony Kaye, Squire) – 14:23
2. „Starship Trooper“ – 10:08
  1. „Life Seeker“ (Anderson)
  2. „Disillusion“ (Squire)
  3. „Würm“ (Howe)

## Obsazení
- Jon Anderson – zpěv
- Chris Squire – baskytara, doprovodný zpěv
- Steve Howe – elektrická kytara, akustická kytara, doprovodný zpěv
- Rick Wakeman – klávesy, varhany, syntezátory
- Bill Bruford – bicí v „Perpetual Change“, „Long Distance Runaround“ a „The Fish (Schindleria Praematurus)“
- Alan White – bicí (všechny skladby kde nehraje Bruford)